# Mystic River
Mystic River és una pel·lícula estatunidenca del 2003 dirigida per Clint Eastwood. Va tenir una àmplia aclamació de la crítica i va ser nominada per sis Oscars, dels quals en va obtenir dos: al millor actor (Sean Penn) i millor actor secundari (Tim Robbins). Està basada en la novel·la homònima de Dennis Lehane. Aquesta pel·lícula ha estat doblada al català.

## Argument
Quan Jimmy Markum, Dave Boyle i Sean Devine eren uns nens que creixien junts en un perillós districte de Boston, els tres passaven els dies jugant al beisbol al carrer, sense que succeís res important al seu barri. Però Dave es va veure obligat a prendre un rumb que canviaria les vides de tots ells per sempre. Vint-i-cinc anys més tard, tots tres es tornen a trobar per un altre esdeveniment de gran transcendència: l'assassinat de Katie, la filla de 19 anys de Jimmy. A Sean, que s'ha fet policia, li assignen el cas i amb el seu company rep l'encàrrec de desembolicar aquest crim aparentment sense sentit.

## Repartiment
- Sean Penn: Jimmy Markum
- Tim Robbins: Dave Boyle
- Kevin Bacon: Sean Devine
- Laurence Fishburne: Sergent Whitey Powers
- Marcia Gay Harden: Celeste Boyle
- Laura Linney: Annabeth Markum
- Eli Wallach: Mr. Loonie
- Kevin Chapman: Val Savage
- Tom Guiry: Brendan Harris
- Emmy Rossum: Katie Markum
- Spencer Treat Clark: Silent Ray Harris
- Andrew Mackin: John O'Shea
- Adam Nelson: Nick Savage
- Robert Wahlberg: Kevin Savage
- Jenny O'Hara: Esther Harris
- John Doman: Driver
- Jonathan Togo: Pete

## Premis i nominacions

### Premis
- 2004: Oscar al millor actor per Sean Penn
- 2004: Oscar al millor actor secundari per Tim Robbins
- 2004: Globus d'Or al millor actor dramàtic per Sean Penn
- 2004: Globus d'Or al millor actor secundari per Tim Robbins
- 2004: César a la millor pel·lícula estrangera

### Nominacions
- 2003: Palma d'Or
- 2004: Oscar a la millor pel·lícula
- 2004: Oscar al millor director per Clint Eastwood
- 2004: Oscar a la millor actriu secundària per Marcia Gay Harden
- 2004: Oscar al millor guió adaptat per Brian Helgeland
- 2004: Globus d'Or a la millor pel·lícula dramàtica
- 2004: Globus d'Or al millor director per Clint Eastwood
- 2004: Globus d'Or al millor guió per Brian Helgeland
- 2004: BAFTA al millor guió adaptat per Brian Helgeland
- 2004: BAFTA al millor actor per Sean Penn
- 2004: BAFTA al millor actor secundari per Tim Robbins
- 2004: BAFTA a la millor actriu secundària per Laura Linney